# 凯莱梅尔
凯莱梅尔，是匈牙利包尔绍德-奥包乌伊-曾普伦州所辖的一个村。总面积18.81平方公里，总人口534，人口密度28.4人/平方公里（2011年1月1日）。